# Scaphioides
Genre
Scaphioides est un genre d'araignées aranéomorphes de la famille des Oonopidae.

## Distribution
Les espèces de ce genre se rencontrent aux Antilles, en Amérique centrale et aux États-Unis en Floride.

## Liste des espèces
Selon World Spider Catalog (version 15.0, 2014) :
- Scaphioides bimini Platnick & Dupérré, 2012
- Scaphioides camaguey Platnick & Dupérré, 2012
- Scaphioides campeche Platnick & Dupérré, 2012
- Scaphioides cletus (Chickering, 1969)
- Scaphioides cobre Platnick & Dupérré, 2012
- Scaphioides econotus (Chickering, 1969)
- Scaphioides gertschi Platnick & Dupérré, 2012
- Scaphioides granpiedra Platnick & Dupérré, 2012
- Scaphioides halatus (Chickering, 1969)
- Scaphioides hoffi (Chickering, 1969)
- Scaphioides irazu Platnick & Dupérré, 2012
- Scaphioides miches Platnick & Dupérré, 2012
- Scaphioides minuta (Chamberlin & Ivie, 1935)
- Scaphioides nitens (Bryant, 1942)
- Scaphioides phonetus (Chickering, 1969)
- Scaphioides reducta Bryant, 1942
- Scaphioides reductoides Platnick & Dupérré, 2012
- Scaphioides siboney Platnick & Dupérré, 2012
- Scaphioides yateras Platnick & Dupérré, 2012

## Publication originale
- Bryant, 1942 : Notes on the spiders of the Virgin Islands. Bulletin of the Museum of Comparative Zoology, vol. 89, no 7, p. 317-366 (texte intégral).